# La Novela Mensual
La Novela Mensual fue un programa en 1972 que contó con 3 ciclos de telenovelas diarias en la televisión argentina de lunes a viernes primero a las 15:30 y luego a las 16:00 emitidos por Canal 9 (Buenos Aires), protagonizadas por Cristina Murta , Aldo Barbero, Dora Baret, Luisina Brando, Elena Sedova, Jorge D'Elía y elenco rotativo de primeras figuras.
Fue dirigido por José Pedro Voiro , con obras de talentosisimos escritores como Romain Rolland , Osvaldo Dragún y Nené Cascallar con adaptaciones de wilfredo Jiménez.

## 1) «El alma encantada»
Sinopsis
Al morir su padre, Anita queda viviendo en la casona de su tía Victoria, una solterona empedernida. Un viejo amigo de la familia, el estanciero Eugenio Barcala intenta casar a su hijo Rogelio con la muchacha. Paralelamente, Anita descubre que tiene una hermana.
Elenco
- Alejandro Anderson (Eugenio)
- Aldo Barbero (Felipe)
- Dora Baret (Anita)
- Luisina Brando (Noemí)
- Alba Castellanos (Victoria)
- Adrián Ghio (Marcelo)
- Cristina Murta (Nora)
- Elena Sedova (Silvia)

## 2) «Proceso a una mujer libre»
Sinopsis
En el departamento de Juan Carlos, un periodista, se reúnen un grupo de personas relacionadas con el arte. Allí se conocen un director (Rodolfo) y una escenógrafa (María Elena), pero más allá de la atracción que nace entre ellos, no será sencillo que logren estar juntos. El principal impedimento es nada menos que la esposa de Rodolfo.
Elenco
- Alejandro Anderson (Horacio)
- Aldo Barbero (Rodolfo)
- Dora Baret (Olga)
- Luisina Brando (María Elena)
- Olga Bruno (Madre de Rodolfo)
- Alba Castellanos (Julia)
- Isidro Fernán Valdéz (Padre de Rodolfo)
- Adrián Ghio (Juan Carlos)
- Néstor Gómez
- Cristina Murta (Actriz)
- Eduardo Nóbili (Padre de Olga)
- Juan Carlos Palma
- Dora Prince (Julieta)
- Rodoldo Relman (Jorge)
- Néstor Hugo Rivas (Actor)
- Elena Sedova (Carla)
- Leopoldo Verona (Raúl)

## 3) «Miedo de quererte»
Elenco
- Aldo Barbero (Hernan)
- Dora Baret (Cristina)
- Luisina Brando (Mayra)
- Alba Castellanos (Ofelia)
- Adrián Ghio (Guillermo)
- Cristina Murta (Nanke)
- Elena Sedova (Matilde)
- Jorge D'Elía (Santillán)
- Juan Carlos Palma (Ducasse)